# 325 Łatgalski Batalion Roboczy
325 Łatgalski Batalion Roboczy (niem. Letgallische Arbeits-Bataillon 325) – kolaboracyjny oddział zbrojny o charakterze budowlanym złożony z Łotyszy podczas II wojny światowej

## Historia
Został utworzony w styczniu 1944 r. jako 325 Łatgalski Batalion Schutzmannschaft. Do pocz. marca tego roku przechodził szkolenie wojskowe. Składał się z siedmiu kompanii, liczących ogółem ok. 500 ludzi. Dowódcami batalionu i pododdziałów byli Niemcy. Oprócz Łotyszy w batalionie było wielu łotewskich Polaków i Rosjan. Uzbrojenie występowało w małej ilości – każda kompania miała jedynie 8 karabinów ręcznych i 1 karabin maszynowy. Do batalionu został dołączony 100-osobowy łotewski oddział SS. Na pocz. marca batalion przeniesiono do miasta Poludowicze. W maju został włączony do Wehrmachtu jako Letgallische Arbeits-Bataillon 325. Zajmował się budową umocnień obronnych wzdłuż rzeki Zachodnia Dźwina na odcinku Rubanowo-Pietrowcy. 10 kwietnia na stronę partyzantów zbiegło 4 żołnierzy batalionu. Batalion został później ewakuowany do Rzeszy, gdzie rozformowano go pod koniec 1944 r.